# Emilia Bassano
Emilia Bassano, también conocida como Aemilia o Amelia Lanyer, (enero de 1569 - 3 de abril de 1645) fue una poeta inglesa. Fue la primera mujer de finales del Renacimiento inglés cuya obra se publicó. Se la conoce sobre todo por su poemario Salve Deus, Rex iudaeorum, (Salve, Dios, Rey de los Judíos publicado en 1611 y considerado una obra maestra. Se ha intentado equipararla con la "Dama Oscura" de Shakespeare.

## Biografía
Emilia Bassano nació en 1569. Perdió a su padre a los siete años y más tarde a su madre, a los dieciocho. La familia paterna procedía de Bassano, en Venecia. Su padre fue Baptista Bassano y su madre, Margaret Johnson, amante de Baptista. Poco antes de fallecer esta, Emilia Bassano se convirtió en dama de compañía de la condesa de Kent y entró en contacto con la corte, donde destacó enseguida por su gran belleza. Se le atribuyeron numerosas conquistas, pero oficialmente fue la amante titular del anciano lord Henry Hunsdon, lord Camarlengo, que la mantuvo y con quien tuvo un hijo, Henry. Más tarde, se casó con su sobrino Alphonse Lanier (1567-1613),músico de la reina, el 10 de octubre de 1592. De su unión nació Odillia, muerta a los nueve meses, y Henry. Se dice también que Emilia Bassano fue amante de William Shakespeare.Pasó el resto de su vida en relativa pobreza. En 1619 fue detenida y expulsada de su escuela-vivienda por no pagar el alquiler. Murió el 3 de abril de 1645 a la edad de 76 años. Su hijo Henry, que llegó a ser flautista de la corte, murió antes que ella, en 1633.

## Procedencia de los Bassano
A principios del siglo XVI, se estableció en Venecia una familia de músicos originarios de Bassano, un pueblecito de los alrededores. Es posible que los Bassano fueran de ascendencia judía y que su pueblo los hubiera expulsado. En Venecia hallaron una ciudad más tolerante. El talento de los Bassano como instrumentistas y fabricantes de instrumentos de viento era reconocido tanto en Venecia como en Londres. Entre 1535 y 1540 Enrique VIII mejoró el equipo musical estable de la corte encargando a Edmond Harvel, su agente en Venecia, que contratara para él a los hermanos Bassano, cuyos servicios había tenido ocasión de apreciar. Los Bassano para abandonar Venecia tuvieron que obtener la autorización del Dogo y perder su empleo en la corte. A finales de 1539 los hermanos Alvise, John, Baptista y Jasper Bossano, seguidos de sus familias, abandonan Venecia para instalarse en Inglaterra, donde se reúnen con Anthony. Los Bassano (músicos, juristas y comerciantes) acabaron siendo una de las familias más respetables de la nobleza inglesa, con escudo de armas y ciertas propiedades.

## Su obra
En 1611, a la edad de 42 años, Lanier publicó una colección de poemas titulada Salve Deus Rex Judaeorum (Salve, Dios, Rey de los Judíos). En aquella época todavía era muy poco habitual que una inglesa publicara, sobre todo para intentar ganarse la vida. Emilia Bassano fue la cuarta mujer de las islas británicas que publicaba poesía. Hasta entonces, Isabella Whitney había publicado un panfleto de 38 páginas con poemas escritos en parte por sus corresponsales, Anne Dowriche, que era de Cornualles, y Elizabeth Melville, que era escocesa. El de Emilia Bassano es el primer libro de poesía original escrito por una inglesa. Lo escribió con la esperanza de atraer a un mecenas. También fue la primera obra potencialmente feminista publicada en Inglaterra, ya que todas las dedicatorias son a mujeres y el poema que da título al libro, Salve Deus Rex Judaeorum, sobre la crucifixión de Cristo, está escrito desde el punto de vista de una mujer. Sus poemas defienden y alaban la virtud femenina y la piedad cristiana, pero reflejan el deseo de un mundo idealizado y sin clases, Los nueve poemas que forman la colección van dedicados a mujeres de la época, como la reina Ana, la princesa Isabel, y su protectora, la condesa de Cumberland.Barbara Kiefer Lewalski, en un artículo titulado Writing Women and Reading the Renaissance, califica de hecho a Emilia Bassano de "defensora de la mujer". Lewalski cree que  inicia sus ideas sobre la genealogía de la mujer con los primeros poemas de la colección, como dedicatorias a mujeres destacadas, siguiendo la idea de que "la virtud y el saber descienden de madres a hijas".
El poema que da título a la obra, Salve Deus Rex Judæorum va precedido de diez poemas dedicados más breves, todos ellos para mujeres aristocráticas, empezando por la Reina. También hay un prefacio en prosa dirigido al lector, que contiene una reivindicación de las "mujeres virtuosas" frente a sus detractores. El poema del título, una obra narrativa de más de 200 estrofas, cuenta la historia de la pasión de Cristo satíricamente y casi en su totalidad desde el punto de vista de las mujeres que le rodean. El título procede de las palabras de burla supuestamente dirigidas a Jesús en la Cruz. El carácter satírico del poema fue destacado por primera vez por Boyd Berry.Aunque los temas de la virtud y la religión se consideraban adecuados para las escritoras, el poema que da título a la obra de Lanier ha sido considerado por algunos estudiosos modernos como una parodia de la Crucifixión, ya que Lanier lo aborda con imágenes del grotesco isabelino, que se encuentran, por ejemplo, en algunas obras de Shakespeare. Sus opiniones se han interpretado como "independientes de la tradición eclesiástica" y heréticas.Otros estudiosos, entre ellos A. L. Rowse, consideran que la conversión de Emilia Bassano fue genuina y su apasionada devoción a Cristo y a su madre, sincera. Aun así, se han hecho comparaciones entre el poema y las sátiras religiosas que los eruditos han estudiado en las obras de Shakespeare, incluido el poema El Fénix y la Tortuga y muchas de las obras de teatro.
En Salve Deus,  también llama la atención sobre la esposa de Pilato, un personaje menor en la Biblia, que intenta impedir el injusto juicio y la crucifixión de Cristo. También señala a los apóstoles varones que abandonaron e incluso negaron a Cristo durante su crucifixión. Repite los aspectos antisemitas de los relatos evangélicos: actitudes hostiles hacia los judíos por no impedir la Crucifixión; tales opiniones eran la norma para su época.No hay consenso entre los eruditos sobre la motivación religiosa del poema del título. Algunos lo califican de poema genuinamente religioso desde un ángulo femenino y fuerte. Otros lo consideran una sátira inteligente. Aunque no hay acuerdo sobre la intención y el motivo, la mayoría de los eruditos destacan los fuertes sentimientos feministas de Salve Deus Rex Judæorum.
El libro de Lanier termina con la Descripción de Cookham, que conmemora a Margaret Clifford, condesa de Cumberland, y a su hija Lady Anne Clifford. Se trata del primer poema publicado en inglés sobre una casa de campo (el más conocido "A Penshurst" de Ben Jonson puede haber sido escrito antes, pero se publicó por primera vez en 1616).Emilia Bassano se inspiró en una estancia en Cookham Dean, donde Margaret Clifford, condesa de Cumberland, vivía con su hija Lady Anne Clifford, para quien Lanier fue contratado como tutor y compañero. La casa de los Clifford poseía una importante biblioteca, parte de la cual puede identificarse en el cuadro El gran cuadro, atribuido a Jan van Belcamp. Como afirma Helen Wilcox, el poema es una alegoría de la expulsión del Edén.

### Influencias en su obra
El análisis de las fuentes muestra que Emilia Bassano se inspira en obras que menciona haber leído, como Edmund Spenser, Ovidio, Petrarca, Chaucer, Boccaccio, Agrippa, así como protofeministas como Verónica Franco y Christine de Pizan.
Emilia Bassano hace uso de dos manuscritos inéditos y de una traducción de una obra de teatro publicada por Mary Sidney, condesa de Pembroke. La obra de Samuel Daniel sirve de base a su Masque, una forma teatral identificada en su carta a Mary Sidney y parecida a la Masque de La Tempestad.

## Otros datos
Algunos han especulado con la posibilidad de que Emilia Bassano fuera la "Dama Oscura" de Shakespeare. La identificación, propuesta por primera vez por A. L. Rowse, ha sido repetida por varios autores desde entonces. Aparece en el libro de David Lasocki y Roger Prior The Bassanos: Venetian Musicians and Instrument makers in England 1531-1665 (1995) y en el de Stephanie Hopkins Hughes. Aunque se desconoce el color del pelo de Lanier, existen registros de que sus primos Bassano se referían a ella como "negra", un término común en la época para referirse a las morenas o a las personas de coloración mediterránea. Dado que procedía de una familia de músicos de la Corte, encaja en la imagen que Shakespeare da de una mujer que toca el virginal en el Soneto 128. Shakespeare afirma que la mujer fue "jurada" a otro en el Soneto 152, lo que se ha especulado que se refiere a las relaciones de Emilia Bassano con el mecenas de Shakespeare, Lord Hunsdon. La teoría de que Emilia Bassano era la Dama Oscura es puesta en duda por otros estudiosos como Susanne Woods (1999). Barbara Lewalski señala que la teoría de Rowse ha desviado la atención de Emilia Bassano como poeta. Sin embargo, Martin Green sostiene que, aunque el argumento de Rowse carece de fundamento, tiene razón al afirmar que en los Sonetos se hace referencia a Emilia Bassano.

## Reconocimientos
- Emilia Bassano cayó en el olvido durante siglos, pero en las últimas décadas se han multiplicado los estudios sobre ella. [22]Se la recuerda por haber contribuido a la literatura inglesa con su volumen de versos Salve Deus Rex Judaeorum, por el que se la considera la primera mujer poeta profesional en lengua inglesa. De hecho, se la conoce como una de las primeras escritoras feministas de Inglaterra en cualquiera de sus formas, y potencialmente como la "dama oscura" del mito shakesperiano.[3][23]

- Montserrat Lombard interpreta a Emilia Bassaro en un papel recurrente en la serie de la BBC Two Upstart Crow de 2016 a 2018.
- La obra Emilia de Morgan Lloyd Malcolm, producida en Londres en 2018, es un "simulacro de historia" con un mensaje feminista, en el que Lanier reprende a Shakespeare por "levantar[ing] sus palabras.[24]

- El musical, "The Dark Lady", de Sophie Boyce y Veronica Mansour, en el que se representa el escenario en el que Emilia utiliza el nombre de William Shakespeare para que se vean sus obras. El musical se desarrolló en el Eugene O'Neill Theater Center con un reparto de favoritos de Broadway y Off-Broadway.

- Aparece como personaje (con voz de Katherine Rodden) en el videojuego Astrologaster de 2019.[25]

- Es el personaje central de la novela The Heavens de Sandra Newman.

- Lisa Mordente fue nominada a un premio Tony por su interpretación de Emilia Bassaro en Marlowe en Broadway en 1981

- En 1994 un músico llamado Peter Goodwin, miembro de la Philarmonic Orchestra, pasó a llamarse Peter Bassano, destacando así su parentesco lejano con Giovanni Bassano. Desde entonces, se ha dedicado al estudio de sus antepasados.